# Vaccinium omeiensis
Vaccinium omeiensis är en ljungväxtart som beskrevs av Fang. Vaccinium omeiensis ingår i Blåbärssläktet, och familjen ljungväxter. Inga underarter finns listade i Catalogue of Life.